# 新ニッポンヒストリー
『新ニッポンヒストリー』は、2020年から日本で放送されているアニメ。制作は株式会社ローズアップ、地方での展開はローカルノミニーツ社が運営する。
キャッチコピーは「みんなが知らない、新しい日本の歴史。」。

## 作風
『新ニッポンヒストリー』は、歴史的な出来事や人物を基にした「もしも」の視点で描かれる1話完結型の歴史改変アニメです。従来の日本史アニメとは一線を画す独自の作風を特徴としており、各エピソードは歴史の重要な瞬間や人物を題材にしながらも、架空のシナリオに基づいて展開されます。このアプローチにより、視聴者は歴史を新たな角度から楽しむことができ、また歴史的な人物の意外な一面を発見することができます。
1話完結型の形式を採ることで、視聴者はそれぞれのエピソードを独立して楽しむことができ、どの話から見始めても十分に楽しめる内容となっています。これにより、視聴者は放送順に関係なく、どのエピソードを観ても新たな発見や驚きを得ることができます。
作画は精緻な背景とキャラクターデザインを特色としており、時代感をしっかりと捉えつつ、現代的なスタイルも取り入れています。特に戦国時代や江戸時代のシーンでは、リアルな衣装や建物の描写が印象的で、視覚的な面でも歴史的な精緻さが際立っています。
脚本では、ユーモアとシリアスな要素が絶妙に融合し、歴史の重みを感じさせながらも、視聴者を楽しませるための軽妙な会話やコメディシーンが織り交ぜられています。これにより、歴史ファンのみならず、幅広い層の視聴者に親しまれやすい作風となっています。
音楽面では、主題歌や劇中歌において、戦国時代を感じさせる和風のメロディーに現代的なアレンジを加えるなど、音楽も作品の雰囲気にしっかりと寄り添っています。特に、松本梨香さんが歌う主題歌「YELL!!」は、作品のテーマである「歴史のif」を象徴する力強いメッセージを込めた楽曲として、視聴者の心を引きつけています。

## 放送・配信情報
『新ニッポンヒストリー』は、2020年1月6日（25:00 - 25:30）にシリーズ第1話「もしも、始皇帝が不老不死だったら」が千葉テレビ（チバテレ）で放送され、これを皮切りにアニメの放送がスタートしました。以降、全国の放送局で順次放送が行われました。
動画配信については、2021年12月15日から12月29日まで、第32話から第40話が動画配信サービスGYAO!にて公開され、以降は同サービスにて配信が続きました。しかし、2023年3月31日にGYAO!のサービス終了に伴い、現在は公式WEBサイトおよびYouTubeチャンネルを主な配信プラットフォームとして利用しています。

## 出演者
2024年 雑誌『声優グランプリ』WEB版にて賢プロダクション所属の望月ゆみこ出演インタビューが掲載[2]。 

## 出演者数・全国展開
『新ニッポンヒストリー』は、プロの声優だけでなく、声優体験を提供する企画として、素人の方々も参加できるアニメです。全国各地で行われるオーディションやワークショップを通じて、さまざまなバックグラウンドを持つ出演者が集まり、作品の魅力を引き出しています。出演者の数は多数にのぼり、その多くが初心者や未経験者です。これにより、視聴者は新たな才能や多様な声を楽しむことができます。 
また、全国展開においては、2025年5月時点で46都道府県のうち56箇所に収録拠点を設けており、地方の声優や参加者にチャンスを提供しています。この体制により、地方の人々にも声優体験を通じて作品制作に携わる機会を与えるとともに、地域色豊かな声を作品に反映させています。

## 主題歌
『新ニッポンヒストリー』の新主題歌は、2025年5月に放送された第150話より、声優の松本梨香さんが担当することが決定しました。松本梨香さんは、アニメ『ポケットモンスター』のサトシ役で知られ、今回の主題歌もその力強い歌声で作品に新たなエネルギーを吹き込みます。 
松本梨香さんが歌う主題歌「YELL!! 〜新ニッポンヒストリー〜」は、アニメのテーマである歴史改変と冒険心を象徴する楽曲として制作されました。楽曲は、ポジティブで力強いメッセージが込められており、視聴者に強い印象を与えています。
また、松本梨香さんは『声優グランプリ』WEB版にて特集され、アニメ『新ニッポンヒストリー』の主題歌に関するインタビューが掲載されました。このインタビューでは、彼女が楽曲制作にどのように関わったかや、歌詞やアレンジについての意図などが語られています。彼女の楽曲への情熱と、アニメのテーマに対する深い理解が反映された主題歌は、多くのファンに愛されています。
この楽曲は、アニメの公式YouTubeチャンネルや公式WEBサイトで視聴可能で、作品の魅力を一層引き立てています。

## 放送作品タイトル
2025年5月時点で合計150話放送。太字が2024年7月15日現在公式YouTubeチャンネル内で公開中の作品。
- 第1話：もしも、始皇帝が不老不死だったら
- 第2話：もしも、信長が本能寺の変で死ななかったら
- 第3話：もしも、小野妹子が女だったら
- 第4話：もしも、蜀が天下統一を果たしていたら
- 第5話：もしも、モンゴル帝国が世界を征服していたら
- 第6話：もしも、大化改新が失敗していたら
- 第7話：もしも、生麦事件が起こっていなかったら
- 第8話：もしも、キリスト教が日本に伝わらなかったら
- 第9話：もしも、卑弥呼がカリスマ毒舌占い師だったら
- 第10話：もしも、義和団事件が成功していたら
- 第11話：もしも、平安時代にSNSがあったら
- 第12話：もしも、承久の乱で幕府が負けていたら
- 第13話：もしも、関ケ原の戦いで西軍が勝ったら
- 第14話：もしも、生類憐れみの令がさらに過激だったら
- 第15話：もしも、慶長遣欧使節が成功していたら
- 第16話：もしも、小野篁が冥界の役人だったら
- 第17話：もしも、源義経が死んでいなかったら
- 第18話：もしも、宇佐八幡宮の神託が違っていたら
- 第19話：もしも、お市の方が生きていたら
- 第20話：もしも、松尾芭蕉が忍者だったら
- 第21話：もしも、大奥創設に意外な人物が関わっていたら
- 第22話：もしも、上杉謙信の「義」が養子に影響を与えたら
- 第23話：もしも、お龍のIQが200だったら
- 第24話：もしも、厩戸皇子が神道を信仰していたら
- 第25話：もしも、鹿鳴館外交が成功していたら
- 第26話：もしも、応天門の変で取り調べをしていたら
- 第27話：もしも、あの名僧が応仁の乱を止めたら
- 第28話：もしも、細川ガラシャが生き延びたら
- 第29話：もしも、赤い鳥が小学校を創設したら
- 第30話：もしも、川中島の戦いが起こらなかったら
- 第31話：もしも、壬申の乱が愛憎劇だったら
- 第32話：もしも、エジソンが平賀源内と出会ったら
- 第33話：もしも、真田丸の罠に秀忠がかかったら
- 第34話：もしも、承平・天慶の乱が成功していたら
- 第35話：もしも、伊能 忠敬の地図が改ざんされたら
- 第36話：もしも、ノルマントン号に絶世の美女が乗っていたら
- 第37話：もしも、大仏づくりに行基が協力していなかったら
- 第38話：もしも、近藤 勇が武士だったら~新選組結成~
- 第39話：もしも、近藤 勇が武士だったら~池田屋事件~
- 第40話：もしも、近藤 勇が武士だったら~最後の武士~
- 第41話：もしも、百人一首の成立に二人の友情が関わっていたら
- 第42話：もしも、忠臣蔵が現代だったら
- 第43話：もしも、千利休の茶の湯が世界中に広まったら
- 第44話：もしも、孫 悟空と聖徳太子が出会っていたら
- 第45話：もしも、源 義経が母親の秘密を知ったら
- 第46話：もしも、毛利 元就の「三本の矢」を折ってしまうほどの愛があったら
- 第47話：もしも、曽根崎心中に別の物語が融合したら
- 第48話：もしも、安政の大獄が起きなかったら
- 第49話：もしも、紫式部が源氏物語の世界に転生したら
- 第50話：もしも、織田 信長が本当にうつけだったら
- 第51話：もしも、後醍醐天皇が悪魔だったら
- 第52話：もしも、出雲 阿国の失踪にワケがあったら
- 第53話：もしも、夏目 鏡子が夢十夜にでてくる女の妹だったら
- 第54話：もしも、金太郎が弱虫だったら
- 第55話：もしも、マッカーサー元帥が疲れ切っていたら
- 第56話：もしも、「竹取物語」が風刺物語だったら
- 第57話：もしも、島原の乱の結末が違ったら
- 第58話：もしも、源氏物語が利用されていたら
- 第59話：もしも、村上水軍に女忍がいたら
- 第60話：もしも、坂本 龍馬暗殺の黒幕があの男だったら
- 第61話：もしも、藤原 薬子が本当の愛を探し求めたら
- 第62話：もしも、戦国時代にドラマのような恋愛物語があったら〜戦国ラブストーリー〜
- 第63話：もしも、源⽒と平家が⼿を組んだら
- 第64話：もしも、大正時代に男女平等が実現したら
- 第65話：もしも、縄文時代の日本に秦からの船が現れたら
- 第66話：もしも、本能寺の変の契機が誰かさんの愚痴だったら
- 第67話：もしも、小野 妹子が女だったら
- 第68話：もしも、松永 久秀が爆弾魔だったら
- 第69話：もしも、モンゴル軍が東西から攻められていたら
- 第70話：もしも、大化の改新が失敗していたら
- 第71話：もしも、生麦事件で薩摩藩が謝罪していたら
- 第72話：もしも、「ニューカトリック」が日本に広まっていたら
- 第73話：もしも、卑弥呼がカリスマ毒舌占い師だったら
- 第74話：もしも、義和団に日本が影響されていたら
- 第75話：もしも、平安時代にSNSがあったら
- 第76話：もしも、承久の乱で幕府が負けていたら
- 第77話：もしも、関ケ原の戦いで西軍が勝っていたら
- 第78話：もしも、菅原 道真が左遷されなかったら
- 第79話：もしも、七難八苦を望んだ山中 鹿介が不死身になったら
- 第80話：もしも、西南戦争が起きなかったら
- 第81話：もしも、「日本」の国号の裏にこんなラブストーリーがあったら
- 第82話：もしも、おしとやかな姫が知らぬ間に伝説を作っていたら
- 第83話：もしも、注文の多い料理店に偉人が来たら
- 第86話：もしも、日本書紀完成にあの人が反対したら
- 第87話：もしも、徳川吉宗が論破将軍だったら
- 第88話：もしも、解体新書刊行に苦難があったら
- 第89話：もしも、新撰組の世界に異世界転生したら
- 第90話：もしも、安倍 晴明が怨霊に憑りつかれたら
- 第91話：もしも、藤原 基経が現代人だったら
- 第92話：もしも、歩き読書をしていた二宮 金次郎がひかれたら
- 第93話：もしも、あの偉人が伝説のお箸を使っていたら
- 第94話：もしも、直江 兼続の兜が「愛」じゃなかったら
- 第95話：もしも、徳川 慶喜があの人に取り憑かれていたら
- 第96話：もしも、謎多き国宝・金印にこんなエピソードがあったら
- 第97話：もしも、小野 篁が冥界の役人だったら
- 第98話：もしも、川中島の戦いが〇〇に止められていたら
- 第99話：もしも、三方ヶ原の戦いに最強がいたら
- 第100話：もしも、桂 小五郎がタイムリーパーだったら
- 第101話：もしも、長宗我部 元親が二人いたら
- 第102話：もしも、徳川 綱吉が桃太郎の世界に迷い込んだら
- 第103話：もしも、「八代将軍」が大奥の権力抗争で決められたら
- 第104話：もしも、松下村塾が唱歌SONG塾だったら
- 第105話：もしも、千 利休が竜宮城に招かれたら
- 第106話：もしも、黒人の側近が織田 信長の危機を救ったら
- 第107話：もしも、『伊豆の踊子』創作のきっかけが初恋女性との再会だったら
- 第108話：もしも、白虎隊がアイドルグループだったら
- 第109話：もしも、石川五右衛門が天下の恋泥棒だったら
- 第110話：もしも、安徳天皇が生きていたら
- 第111話：もしも、斎藤 道三が美濃のキングギドラだったら
- 第112話：もしも、人斬り以蔵が料理に目覚めたら
- 第113話：もしも、明智が天海僧正として生き延びていたら
- 第114話：もしも、隻眼の俺、政宗が戦国で無双の件
- 第115話：もしも、若紫が違う方向に成長したら
- 第116話：もしも、阿弖流為の助命嘆願が受け入れられたら
- 第117話：もしも、京都見廻組が見廻りすぎていたら
- 第118話：もしも、真田丸がスーパーロボットだったら
- 第119話：もしも、かぐや姫が恋愛リアリティーショーで婚活していたら
- 第120話：もしも、現代で戦国武将がAIとして活⽤できたら
- 第121話：もしも、戦国時代最強の武将、本多 忠勝が乙男だったら
- 第122話：もしも、平安時代がポ〇モン風RPGだったら
- 第123話：もしも、渋沢 栄一が「海上幕府」成立に関わっていたら
- 第124話：もしも、葛飾 北斎が美人画一本のオタクだったら
- 第125話：もしも、前田 慶次が戦国のファッショニスタだったら
- 第126話：もしも、踊念仏がストリートスタイルだったら
- 第127話：もしも、鎌倉幕府に9本足の馬がいたら
- 第128話：もしも、メロスがクズだったら
- 第129話：もしも、『更級日記』の作者が『源氏物語』の夢小説家だったら
- 第130話：もしも、今川 義元が良い当主だったら
- 第131話：もしも、伊藤 博文が女性に現を抜かしすぎていたら
- 第132話：もしも、後醍醐天皇がメンタリストだったら
- 第133話：もしも、小林 一茶が猫とお喋りできたら
- 第134話：もしも、宮本 武蔵がビジネスマンにアドバイスしたら
- 第135話：もしも、百人一首の成立に、ちはやふる友情があったら
- 第136話：もしも、ハチ公が今でも生きていたら
- 第137話：もしも、戦国時代にサウナが生まれたら
- 第138話：もしも、芹沢 鴨の暗殺が失敗していたら
- 第139話：もしも、天正遣欧少年使節が新しいキリシタンのリーダーズだったら
- 第140話：もしも、蔦屋 重三郎が寛政の改革に対抗していたら
- 第141話：もしも、人類の進化にこんな歴史があったら
- 第142話：もしも、賤ケ岳の戦いで男たちの愛がお市を守ったら
- 第143話：もしも、ジョン万次郎の漂流がポジティブ旅行記だったら
- 第144話：もしも、平安時代にSNSがあったら②～枕草子編～
- 第145話：もしも、長屋王が「古代のグルメ」だったら
- 第146話：もしも、村上水軍の財宝が狙われたら
- 第147話：もしも、アイヌの人々がカムイの力で一致団結したら
- 第148話：もしも、文豪がマッチングアプリをしていたら
- 第149話：もしも、紫式部と清少納言が出会っていたら
- 第150話：もしも、武田 信玄が恋愛コンサルタントだったら